# Литвиновичский сельский совет (Кролевецкий район)
Литвиновичский сельский совет (укр. Литвиновицька сільська рада) — входит в состав Конотопского района Сумской области Украины.
Административный центр сельского совета находится в с. Литвиновичи.

## Населённые пункты совета
- с. Литвиновичи
- с. Антоновка
- с. Воргол